# سيدي الربيع
سيدي الربيع بلدية بدائرة بني سليمان ولاية المدية الجزائرية
انبثقت بلدية سيدي الربيع من التقسيم الإداري  الأخير للبلاد بموجب القانون رقم 84/09 المؤرخ في 04/02/1984 المتضمن التنظيم الإقليمي للبلاد، وتعتبر بلدية فقيرة  حيث انفصلت عن البلدية الأم  "بني سليمان"  والتي هي حاليا مقر الدائرة.تقع بلدية سيدي الربيع في الجزء الشرقي من ولاية المدية يحدها من. الشمال: بلدية مزغنة- الجنوب: بلدية  بني سليمان -الشرق: بلدية  القلب الكبير- الغرب: بلدية  بوشراحيل
-وتبعد عن مقر الولاية 79 كلم وتتربع على مساحة تقدر ب 55 كلم2، القسم الأكبر منها غابي.
- بلغ عدد السكان البلدية: 5425 نسمة حسب إحصائيات 2008.
       يشتغل اغلب مواطني البلدية في مجال الفلاحة  من  زراعة الحبوب بمختلف أنواعها كالقمح الصلب واللين والشعير والشفان إضافة إلى بعض أنواع البقول الجافة وكذا الفلاحة المسقية، وقد شهد القطاع نمو ملحوظا في الفترة الأخيرة من الآبار المنجزة في إطار برنامج صندوق التنمية الفلاحية، والدعم الفلاحي للشباب من شتى أنواعه، كالبقر، الغنم، والماعز والدواجن.تدعم النشاط الفلاحي في فترة 2001 بدعم فلاحي نوعي جعلى اغلب السكان يستفيد من اعانة الدولة بالدجاج البيوض والنحل واشجار الزيتون واللوز ومختلف أنواع الاشجار.شهدت البلدية نموا كبيرا في مجال التنمية الريقية من بناء ريفي وإمداد السكان والمداشر والقرى بالماء عبر توصيل انابيب لها مع ان البلدية كبيرة المساحة إلى ان حكمة من كان يحكمه في تلك الفترة قد عجل بتثبيت شبكة قوية من نوع جيد للانابيب قصد استفادة السكان من مشروع كدية اسردون قبل اوانه.كما تم فتح شبكة طرقات وتجديد اغلبها خاصة الترابية التي تم تفريشها لتسهيل عملية دخول السكان لديارهم خاصة في فصل الشتاء.بفضل تظافر الجهود وتعاون اغلب الشباب كان لبلدية سيدي الربيع صدى كبير رياضيا اثر تنظيم بطولات ودية كروية خاصة في فصل الربيع والصيف لعلوها وكثرة النوادي التي ترغب في المشاركة في الدورات المنظمة من طرف شباب البلدية (نجوم الليل) أول تشكيلة شباب للبلدية لكرة القدم وصل عدد المشاركين إلى 36 نادي - تعتبر الدوارت ناجحة بفضل معاملة السكان للجمهور الضيف والنوادي المشاركة هناك.عرفة فترة 2012 إلى 2017 ركودا كبيرا في مجال التنمية خاصة الفلاحية والرياضية والثقافية والصحية أيضا حيث أن هذه الفترة تعتبر من اسوء الفترات للبلدية.بلدية سيدي الربيع سياحية بامتياز كونها ترتفع على سطح البحر ب900 متر عن سطح البحر وتربعها على ثروة غابية كبيرة في غاية الروعم من بينها غابة الشايف وغابة عربية والفخار واولاد عائشة وغابة البراريم وغابة القليتة وغابة الدخلة الكحلة وغابة مالو احباب التي تضم في تركيبتها اشجار الصنوبر والضرو والبلوط والمختلف الاشجار الكثيرة.
كما أنها من أسوء البلديات على المستوى القطر الوطني بحيث أنها لا تحتوي على مقومات الحياة ويعاني سكانها من انعدام المرافق حيث أنها تحوي أكثر من 7000 نسمة ولا يوجد بها إلا متوسطة وثانوية ومدرسة ابتدائية وبضع مقاهٍ و5 دكاكين للمواد الغذائية وحلاق وصيدلة فقط !!!